# Wapen van Oldemarkt

Het wapen van Oldemarkt

Het wapen van Oldemarkt werd op 7 maart 1853 per besluit door de minister van Binnenlandse Zaken aan de Overijsselse gemeente Oldemarkt bevestigd. Vanaf 1973 is het wapen niet langer als gemeentewapen in gebruik omdat de gemeente Oldemarkt opging in de gemeente IJsselham. De hand uit het wapen van Oldemarkt is overgenomen in het wapen van IJsselham.

## Blazoenering
De blazoenering van het wapen luidt als volgt:
Een schild van sinopel, beladen met een open linkerhand van goud.

## Verklaring
De historische vereniging IJsselham heeft een poging ondernomen, hetgeen heeft geresulteerd in een artikel De Gouden Hand in hun verenigingsblad Silehammer. In het artikel worden een aantal verklaringen opgesomd en hun waarschijnlijkheid aangegeven. De meest waarschijnlijkste verklaring zou kunnen zijn dat het hand afkomstig is van een soort houten seinpaal aan het Mallegat om binnenlopende schippers vaart te laten minderen. Ook het artikel maakt duidelijk dat er geen duidelijke verklaring kan worden gevonden. Volgens de notulen van de gemeenteraad van 27 april 1853 werd bij Koninklijk Besluit toestemming verleend tot het blijven voeren van het wapen "zoals dat op een steen van het gemeentehuis zedert onheuglijke jaren is geplaatst". Hieruit blijkt dat het al een oud symbool was.

## Verwante wapens

Wapen van IJsselham

Ambt Almelo
· Ambt Delden
· Ambt Hardenberg
· Ambt Ommen
· Ambt Vollenhove
· Avereest
· Bathmen
· Blankenham
· Blokzijl
· Brederwiede
· Den Ham
· Denekamp
· Diepenheim
· Diepenveen
· Genemuiden
· Giethoorn
· Goor
· Grafhorst
· Gramsbergen
· Hasselt
· Heino
· Holten
· IJsselham
· IJsselmuiden
· Kamperveen
· Kuinre
· Lonneker
· Markelo
· Nieuwleusen
· Noordoostpolder
· Oldemarkt
· Olst
· Ootmarsum
· Rijssen
· Stad Almelo
· Stad Delden
· Stad Hardenberg
· Stad Ommen
· Stad Vollenhove
· Steenwijk
· Steenwijkerwold
· Urk
· Vollenhove
· Vriezenveen
· Wanneperveen
· Weerselo
· Wijhe
· Wilsum
· Zalk en Veecaten
· Zwartsluis
· Zwollerkerspel